# Ficus granatum
Ficus granatum är en mullbärsväxtart som beskrevs av Forst. f.. Ficus granatum ingår i släktet fikonsläktet, och familjen mullbärsväxter. Inga underarter finns listade i Catalogue of Life.